# Crevoladossola
Crevoladossola (Creula in Ossolano Dialekt; z'Kreful in Walliserdeutsch) ist eine Gemeinde in der italienischen Provinz Verbano-Cusio-Ossola (VB) in der Region Piemont.

## Lage und Einwohner
Crevoladossola liegt knapp 50 km nordwestlich von der Provinzhauptstadt Verbania und 4 km nördlich von Domodossola. Die Gemeinde liegt an der Mündung des vom Simplonpass aus dem Val Divedro kommende Fluss Diveria in den Toce. Hier vereinigen sich das Valle Antigorio und das Val Divedro zum Ossolatal. Das Gemeindegebiet umfasst eine Fläche von 39 km² und hat 4491 Einwohner (Stand 31. Dezember 2023). Zu Crevoladossola gehören die Fraktionen Barro, Bosco, Caddo, Preglia, Bisate und Mocogna. 
Die Nachbargemeinden sind Bognanco, Crodo, Domodossola, Masera, Montecrestese, Trasquera und Varzo.

## Geschichte

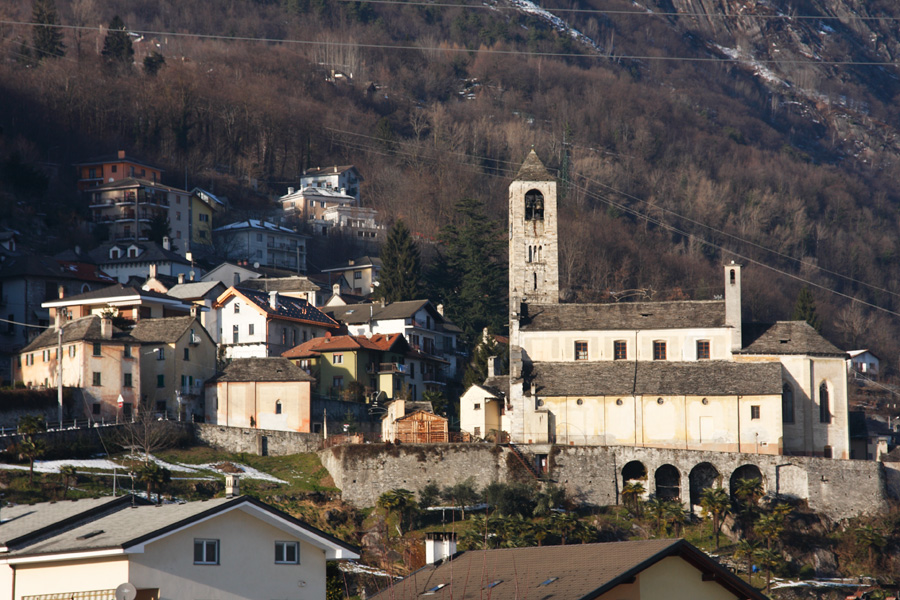
Crevoladossola

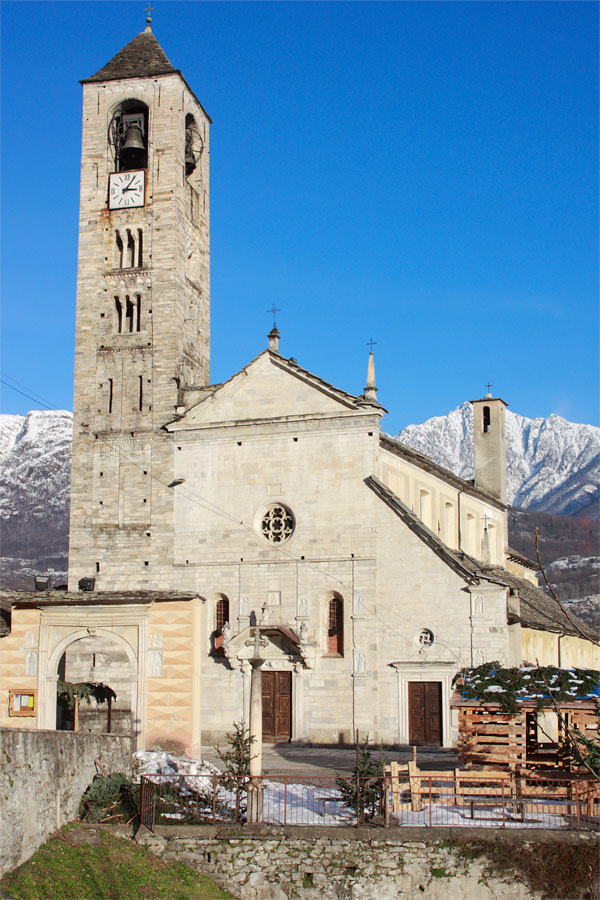
Pfarrkirche Santi Pietro e Paolo

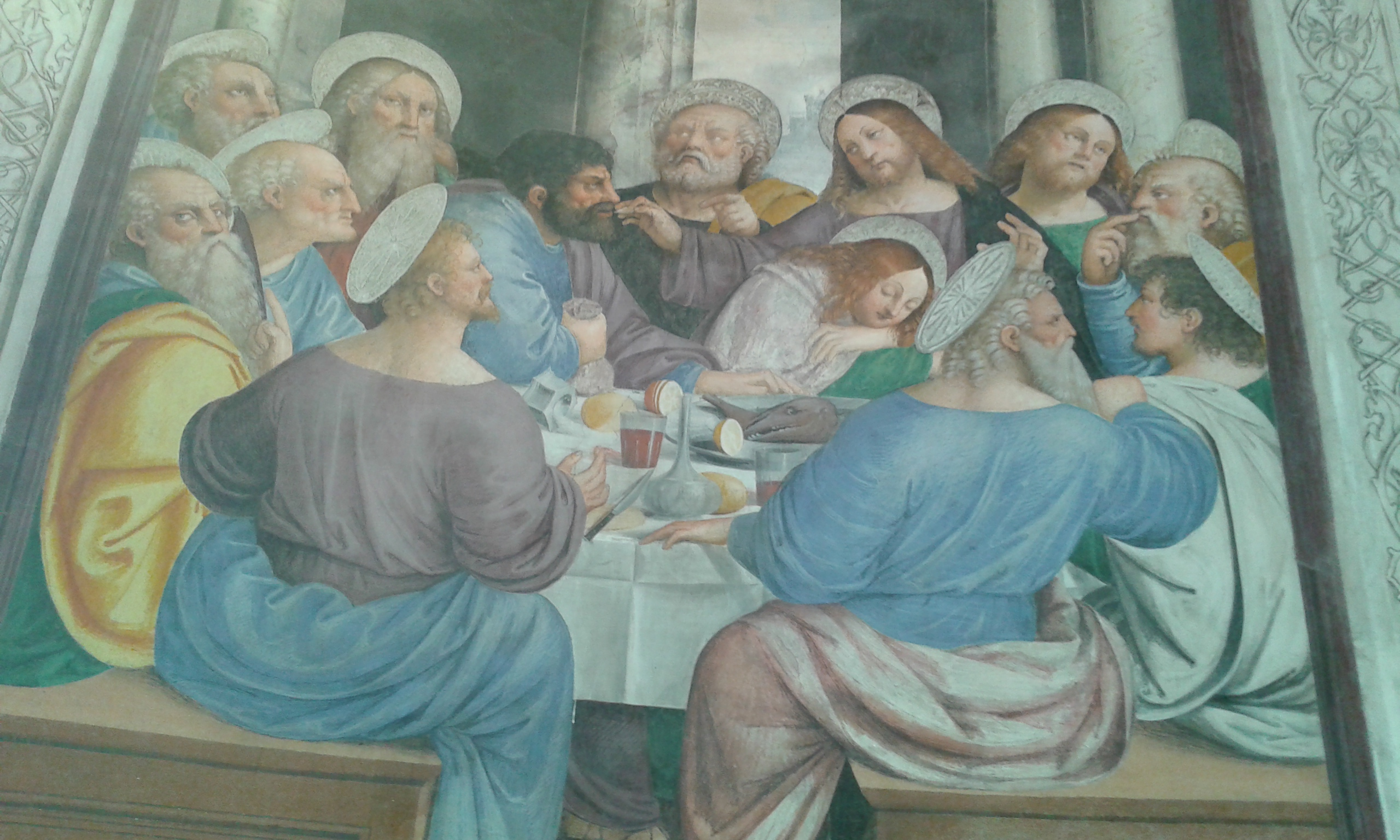
Pfarrkirche Santi Pietro e Paolo, Fresko Abendmahl Jesu

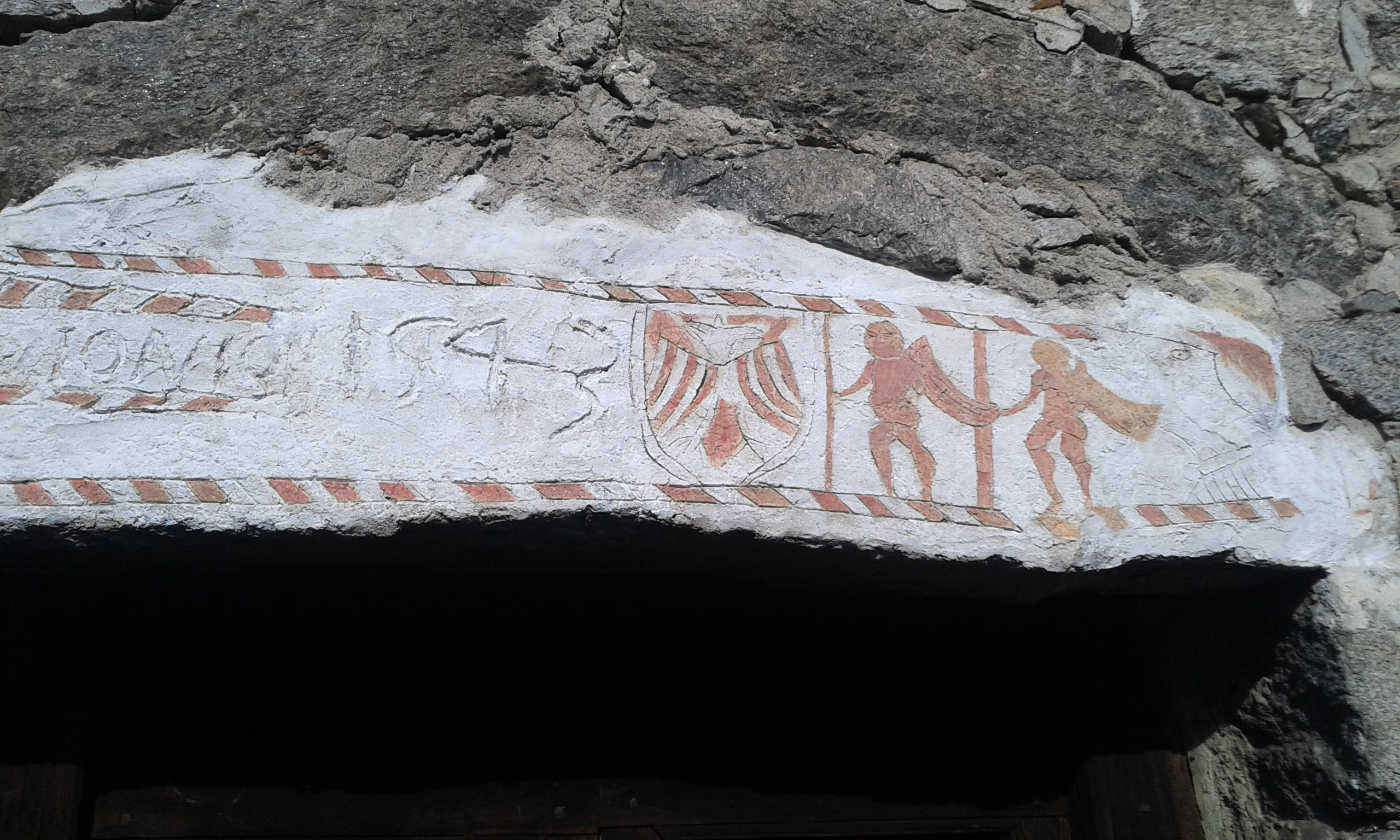
Graffiti Oira-Villa Superiore

Von Crevoladossola aus verband die römische Konsularstraße Severiana Augusta Mediolanum (das heutige Mailand) mit Verbannus Lacus (Verbano oder Lago Maggiore) und von hier aus mit dem Simplonpass (lateinisch Summo Plano).
Die Schlacht von Crevola ist Teil des Krieges zwischen dem Ossola und dem Schweizer Kanton Wallis, der zwischen 1482 und 1495 stattfand. Seit dem 15. Februar 1487 wird der Herzog von Mailand darüber informiert, dass sich Truppen im Wallis sammeln und Soldaten nach Domodossola schicken, um die Verteidigung zu verstärken. Im April treffen sich Walliser und Eidgenossen in Richtung Domodossola, sowohl vom Simplonpass als auch vom Valle Antigorio aus; nach mehreren Auseinandersetzungen am 28. April 1487 ziehen sich die Walliser in Richtung Crevoladossola zurück und werden von den herzoglichen Milizen an der Brücke über die Diveria besiegt.

## Sehenswürdigkeiten
- Die Pfarrkirche Santi Pietro e Paolo wurde erstmals erwähnt in den ersten Jahrzehnten des 11. Jahrhunderts. Das heutige Presbyterium in spätgotischer Form ist Werk des Architekten Ulrich Ruffiner; die kostbaren Buntglasfenster des Berner Glasmachers Hans Funk wurden 1526 hergestellt. Die Wände des Presbyteriums sind mit monochromen Fresken mit Darstellungen der Heiligen verziert, die dem Maler Sperindio Cagnoli aus dem 16. Jahrhundert zugeschrieben werden, sowie dem Letzten Abendmahl und den Sibyllen des Torbogens. Die malerische Ausstattung des Chores ist dem Maler Fermo Stella aus Caravaggio zugeschrieben.
- Baptisterium San Giovanni Battista, oder Carné genannt, befindet sich vor der Pfarrkirche der Heiligen Peter und Paul, es ist ein Gebäude erbaut im 16. Jahrhundert in Form eines Oratoriums mit freskiertem Presbyterium.
- Das Wasserkraftwerk Crevola ist ein wahres Meisterwerk der Industriearchitektur der 1920er Jahre. Es wurde von dem Unternehmer Ettore Conti, Direktor der Società per Imprese Elettriche Conti, beauftragt. Das Gebäude wurde 1923 vom Mailänder Architekten Piero Portaluppi entworfen, die Arbeiten wurden 1925 abgeschlossen. Der Gebäude ist im Art déco gehalten, zu dessen Hauptvertretern Portaluppi gehörte.
- Die Brücke über die Diveria war daher immer eine wichtige Verbindung zu Europa. Die heutige Brücke napoleonischen Ursprungs ersetzt die mittelalterliche, die durch eine Überschwemmung Anfang des 19. Jahrhunderts zerstört wurde, von der die Überreste noch sichtbar sind. Am 7. September 1800 ließ Napoleon Bonaparte mit dem Bau einer Straße beginnen, die Mailand und Paris über den Simplonpass verbindet.
- Oratorium von San Vitale al Ponte: gebaut nach dem Sieg der herzoglichen Milizen von Mailand über die Schweizer Milizen im Bereich der Crevolabrücke am 28. April 1487. Der Name leitet sich aus der Tatsache ab, dass am 28. April das Fest der Heiligen Vitale und Valeria gefeiert wird, Eltern der Heiligen Gervasio und Protasio, Beschützer der oberen Ossolatal, denen die Kirche von Domodossola gewidmet ist, auf dem Altar des Oratoriums steht ein Gemälde der Heiligen des Malers Carlo Mellerio.
- Der Turm von Ardignaga befindet sich im Dorf Caddo in Ardignaga, dem Ort, der in der Nähe des Rio Deseno steht, der Crevoladossola von Domodossola trennt. Der einzige Zugang zum Turm war eine Lufttür, die sich auf der Westseite etwa 4,5 Meter vom Boden entfernt befand. Die Struktur ist etwa 16 Meter hoch und das Dach aus Piode wurde kürzlich restauriert.